# Параткульська сільська рада
Паратку́льська сільська рада (рос. Параткульский сельский совет) — сільське поселення у складі Далматовського району Курганської області Росії.
Адміністративний центр — село Параткуль.
Населення сільського поселення становить 370 осіб (2017; 492 у 2010, 667 у 2002).

## Склад
До складу сільського поселення входять:
| Населений пункт     | Населення, осіб (2002) | Населення, осіб (2010) |
| ------------------- | ---------------------- | ---------------------- |
| Біляковка, присілок | 234                    | 187                    |
| Параткуль, село     | 259                    | 185                    |
| Сараткуль, присілок | 174                    | 120                    |